# Drivhjul

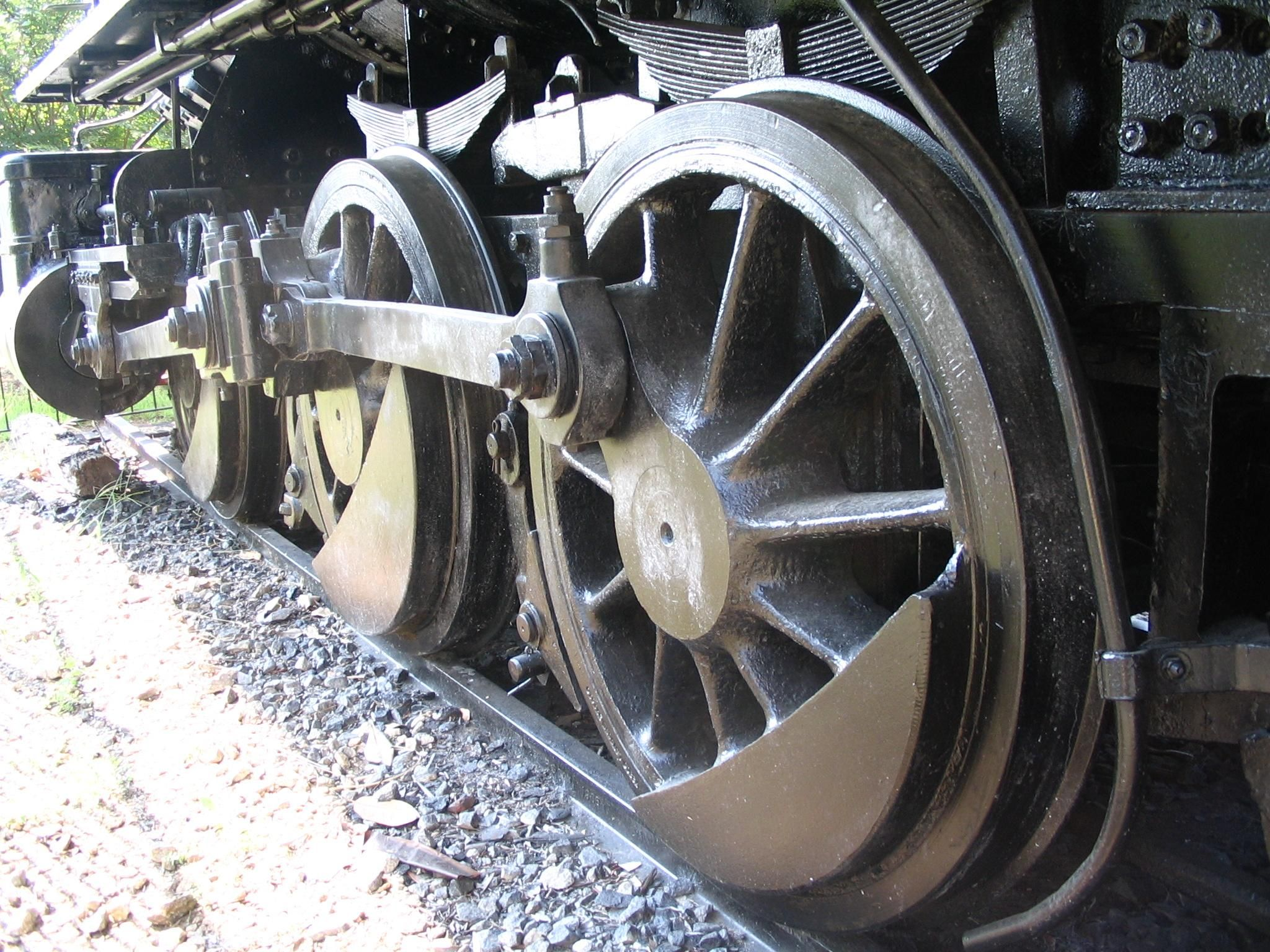
Drivhjulet på ett ånglokomotiv

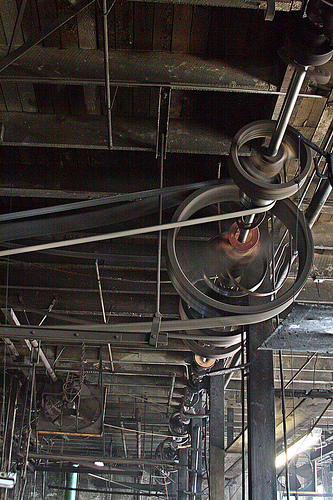
Drivhjul kopplade till en drivaxel som driver drivremmar.

Drivhjul är motsatsen till tomgångshjul och är ett hjul som snurrar av egen kraft, det vill säga utan extern kraftöverföring. Detta görs primärt genom att drivhjulet sitter på en drivaxel som i sin tur är kopplad till en drivkälla men det finns även drivhjul som har drivkällan inuti sig som till exempel drivhjulen på många moderna elsparkcyklar. 
Ett drivhjuls uppgift är att överföra kraft till olika typer av ytor som till exempel tomgångshjul, mekaniska axlar eller marken för att antingen driva runt en maskin eller driva fram ett fordon bland annat.
Vid kraftöverföring till andra mekaniska delar som tomgångshjul används oftast direkt kontakt eller drivremmar (alternativt drivkedjor).